# Podi tuda, ne znaju kuda
Podi tuda, ne znaju kuda (russisk: Поди́ туда́, не зна́ю куда́) er en sovjetisk animationsfilm fra 1966 af Ivan Ivanov-Vano og Vladimir Danilevitj.